# 2008年中国大陆矿难列表
本条目旨在列举发生在2008年中国大陆的较重大矿难。据中国大陆官方统计，2008年中国大陆煤矿矿难共造成3215人死亡。 其中煤矿重特大事故38起，死亡707人，同比起数增加10起、死亡人数增加134人。

## 1月
- 1月12日，江西铅山县螺丝坞煤矿井下发生火灾，至少造成7人死亡[3]。
- 1月18日，重庆南川区高桥煤矿的瓦斯突出事故，死亡13人[4][5]。
- 1月20日，山西临汾市汾西县煤矿发生炸药爆炸，20人死亡[6]。

## 2月
- 2月28日，黑龙江省鸡西市麻山区建宝煤矿发生透水事故，14人死亡[5][7]。（详见：黑龙江鸡西矿难）

## 3月
- 3月2日，山西朔州市平鲁区一煤矿井下发生燃烧事故，9人死亡[8]。
- 3月5日，黑龙江省鹤岗市泰源煤矿发生大火，经公安部门调查，13人死亡。[9]
- 3月5日，吉林省东辽县金安煤矿井下煤层自燃发火，17人死亡[10][5]。
- 3月14日，云南省昭通市威信县水洞坪煤矿发生煤与瓦斯突出事故，14人死亡，4人受伤[11][5]。
- 3月26日，湖南省郴州市永兴县张家洲煤矿发生一起重大煤与瓦斯突出事故，13人死亡，3人轻伤[12][5]。

## 4月
- 4月8日，辽宁省开原市靠山镇丰源铅锌矿发生矿井事故，造成8人死亡[13]。
- 4月12日，辽宁省葫芦岛市南票区沙锅屯村第三煤矿井下发生瓦斯爆炸事故，死亡16人[14][5]。
- 4月22日，山东省蓬莱一金矿发生塌陷，死亡8人[15]。
- 4月24日，山西省晋城市沁水县尉迟煤业有限公司发生井下顶板事故，10人死亡，2人受伤[16][5]。

## 5月
- 5月4日，河南郑州市荥阳县崔庙镇东升煤矿发生瓦斯喷出事故，造成16人死亡[17]。
- 5月27日，甘肃省白银市平川区方远煤业公司旗下煤矿发生矿难，伤亡人数未知[18]。
- 5月30日，黑龙江省鸡西市鸡东县恒达煤矿井下发生透水事故，死亡13人[5]。

## 6月
- 6月12日，湖北鹤峰土垭煤矿土垭煤炭探矿项目发生一起瓦斯爆炸事故，7人死亡[19][20]。
- 6月13日，山西省吕梁市孝义市，安信煤业有限公司主井底发生炸药爆炸事故，35人死亡，1人失踪[5][20]。
- 6月13日，山西忻州市宁武县雨田煤业有限公司矿井发生透水事故，8人死亡，1人受伤。[16][20]
- 6月25日，安徽繁昌马钢桃冲铁矿禁采区塌陷事故，12人死亡[21]。

## 7月
- 7月1日，陕西省神木汇森凉水井矿业有限责任公司凉水井煤矿井下发生爆炸事故，18人死亡[5]。
- 7月5日，山西省大同市南郊区五九煤矿井下发生瓦斯爆炸，21人死亡[5][16]。
- 7月8日，云南省富源县大河镇金晶煤矿发生透水事故，7人死亡[22]。
- 7月10日，河南省济源市济源煤业公司八矿井下因机械故障造成坠罐事故，11人死亡[5]。
- 7月12日，山西省长治市长治县王庄煤矿井下发生透水事故，10人死亡[5]。
- 7月14日，河北省张家口市蔚县李家洼煤矿新井井下发生炸药爆炸事故，35人死亡[5]。煤矿主及当地政府勾结，瞒报长达两月[23][24]。
- 7月16日，甘肃省白银市平川区方远煤业公司在主井二水平口岩石巷道维修时发生一起冒顶事故，造成两人死亡。其中存在瞒报事项[25]。
- 7月21日，广西壮族自治区百色地区田东县，右江矿务局那读煤矿发生透水事故，36人死亡[26][5]。
- 7月30日，辽宁省阜新矿业集团公司恒大煤矿151采区回风下山与4302巷道岔口以下，发生1.7级矿震，造成2人死亡[27]。
- 7月31日，陕西省神木县孙家岔煤矿东盘区南翼开采区发生冒顶事故，29人安全升井，被困井下9人中8人获救[28]。

## 8月
- 8月1日，山西娄烦尖山铁矿特大事故发生后，当地谎称是自然灾害，谎称只有11人被埋。国务院组成49人调查小组到实地勘查，初步调查有10多间房屋被埋，45人死亡[5]。
- 8月1日，云南省宣威市双河乡双河煤矿发生瓦斯爆炸事故，5人死亡，1人受伤[29]。
- 8月1日，河南省平煤集团平禹煤电有限责任公司四矿发生煤与瓦斯突出事故，23人死亡[5]。
- 8月18日，辽宁沈阳市法库县柏家沟煤矿发生瓦斯爆炸，26人死亡[5]。
- 8月19日，湖南石门县蒙泉镇天子岗村天德石膏矿老采空区突然发生大面积整体垮塌，6人死亡，4人失踪[需要較佳来源]
- 8月24日，贵州省纳雍县阳长镇幺公营煤矿突发煤与瓦斯突出事故，3人死亡，5人受伤[30]。
- 8月29日，河北省唐山市古冶区新华煤矿井下发生事故，11人死亡，2人失踪[31]。

## 9月
- 9月4日，辽宁省阜新市清河门区河西镇第八煤矿，井下发生瓦斯爆炸事故，27人死亡[5]。
- 9月5日，四川宜宾市兴文县久庆镇金河煤业有限公司309采煤工作面发生瓦斯爆炸事故，26人获救，18人死亡[5]。
- 9月5日，河北省唐山市古冶区新华煤矿井下发生事故，13人死亡[5]。
- 9月7日，河南省禹州市河南省鹤煤集团兼并矿仁和煤矿发生透水事故，30人获救，18人死亡[5]。
- 9月8日，山西省临汾地区襄汾县新塔矿业有限公司发生尾库溃坝特大事故，276人死亡[5]。相关基层干部刻意隐瞒事故原因和死亡人数[32]。事故发生后孟学农引咎辞去山西省省长职务[33]。山西省副省长张建民以及临汾市、襄汾县的主要党政负责人，均被免职或停职[34]。（详见：襄汾尾矿库溃坝事故）
- 9月13日，河南省洛阳市新安县鑫泰煤业有限公司井下发生透水事故，死亡10人[5]。
- 9月19日，河北省张家口市宣化县盛德矿业有限责任公司巷道塌方导致3名矿工被困，造成矿工两死一伤[35]。
- 9月20日，黑龙江鹤岗市兴山区富华煤矿发生火灾，31人死亡[5]。
- 9月20日，山西霍宝干河煤矿发生矿难，1人死亡[36]。发生事故以来，煤矿以订报费、宣传费等各种名义给6家媒体总共支付125700元的“封口费”[37]。2009年12月，涉嫌收受贿赂的五名记者分别被判处有期徒刑，并取消记者从业资格[38]。
- 9月21日，河南省登封市郑州广贤工贸有限公司新丰二矿发生煤炭瓦斯突发事故，64人获救，37人死亡[39]，9人失踪[40]。

## 10月
- 10月5日，陕西省旬邑县旬东煤业公司长安煤矿发生透水事故发生，造成3人死亡[41]。
- 10月9日，云南省曲靖市宣威市来宾镇振兴煤矿发生顶板事故，造成4人死亡，1人受伤[42]。
- 10月10日，广西壮族自治区来宾市合山煤业有限责任公司三矿五井内发生瓦斯爆炸，9人死亡，9人受伤，74人获救[43]。
- 10月12日，四川宜宾将江安县幸福煤矿发生煤与瓦斯突出事故，11人获救，10人死亡[5]。
- 10月16日，广东宏大爆破股份有限公司、神华宁煤集团大峰矿技术改造工程露天剥离施工发生爆破事故，16人死亡，46人受伤[44][45]。
- 10月17日，湖北阳新县富池镇境内的鸡笼山金矿发生一起冒顶事故， 2人死亡[46]。
- 10月19日，山西吕梁一家煤矿发生缆车失控事故，5名矿工遇难，37人受伤[47]。
- 10月29日，陕西澄城县尧头斜井煤矿发生瓦斯爆炸，7人获救，29人死亡[48]。
- 10月29日，山西乡宁县吉宁勤海煤业有限公司发生透水事故，6人死亡。相关责任人被刑事拘留[49]。
- 10月29日，河南济源市克井镇马庄煤矿发生透水事故，2人死亡，19人被困井下[50]。

## 11月
- 11月10日，河北省邯郸市峰峰集团煤矿发生事故，4人死亡，13人受伤。[51]
- 11月13日，河南省洛阳市宜阳县顺达煤业公司发生煤矿冒顶事故，3人死亡[52]。
- 11月16日，江西樟树市经楼镇中林煤矿四采区发生塌矿事故，2人死亡[53]。
- 11月17日，河南省平顶山市郏县高门洞煤矿井下发生透水事故。41人全部获救。[54]
- 11月30日，黑龙江省七台河市昌隆煤矿发生瓦斯爆炸事故，15人死亡[55]。救援过程中，发生次生事故，造成三名搜救人员死亡[56]。

## 12月
- 12月5日，山西朔州市山阴辛庄煤业有限公司发生事故，8人死亡[57]。山阴县政府有故意瞒报这起煤矿生产安全事故的嫌疑[16]。
- 12月8日，甘肃省兰州市七里河区柳树湾第三煤矿发生冒顶事故，2人死亡[58]。
- 12月12日，甘肃省白银市平川区高湾煤矿发生冒顶事故，2人死亡[58]。
- 12月17日，湖南涟源市伏口镇大竹村挂子岩煤矿发生重大煤与瓦斯突发事故，18人遇难[59]。
- 12月19日，安徽省淮北市濉溪县北辰煤矿发生煤与瓦斯突出事故，5人死亡[60]。